# Podnoszenie ciężarów na Letnich Igrzyskach Olimpijskich 2008 – waga do 77 kg mężczyzn
Rywalizacja w wadze do 77 kg mężczyzn w podnoszeniu ciężarów na Letnich Igrzyskach Olimpijskich 2008 została rozegrana w dniu 13 sierpnia 2008 roku w hali Pekińskiego Uniwersytetu Aeronautyki i Astronautyki.

## Terminarz
| Data             | Godzina |         |
| ---------------- | ------- | ------- |
| 13 sierpnia 2008 | 10:00   | Grupa B |
| 13 sierpnia 2008 | 19:00   | Grupa A |

## Wyniki
| Pozycja | Grupa | Zawodnik             | Reprezentacja     | Waga  | Rwanie | Rwanie | Rwanie | Podrzut | Podrzut | Podrzut | Wynik | Uwagi |
| Pozycja | Grupa | Zawodnik             | Reprezentacja     | Waga  | 1      | 2      | 3      | 1       | 2       | 3       | Wynik | Uwagi |
| ------- | ----- | -------------------- | ----------------- | ----- | ------ | ------ | ------ | ------- | ------- | ------- | ----- | ----- |
| 1. !    | A     | Sa Jae-hyouk         | Korea Południowa  | 76,46 | 160    | 163    | 165    | 201     | 203     | 211     | 366   |       |
| 2. !    | A     | Li Hongli            | Chiny             | 76,91 | 163    | 168    | 170    | 193     | 198     | 198     | 366   |       |
| 3. !    | A     | Gework Dawtian       | Armenia           | 76,77 | 165    | 165    | 65     | 195     | 195     | 201     | 360   |       |
| 4.      | A     | Kim Kwang-hoon       | Korea Południowa  | 76,86 | 155    | 155    | 160    | 200     | 206     | 206     | 355   |       |
| 5.      | A     | Oleg Pieriepieczonow | Rosja             | 76,80 | 158    | 162    | 165    | 192     | 199     | 199     | 354   |       |
| 6.      | A     | Iván Cambar          | Kuba              | 76,53 | 152    | 157    | 160    | 190     | 196     | 196     | 353   |       |
| 7.      | A     | Ara Chaczatrian      | Armenia           | 76,78 | 162    | 166    | 166    | 191     | 195     | 195     | 353   |       |
| 8.      | A     | Krzysztof Szramiak   | Polska            | 76,71 | 157    | 161    | 165    | 191     | 191     | 194     | 352   |       |
| 9.      | A     | Władimir Kuzniecow   | Kazachstan        | 76,86 | 155    | 160    | 160    | 191     | 191     | 197     | 351   |       |
| 10.     | A     | Siarhiej Łahun       | Białoruś          | 76,56 | 153    | 157    | 157    | 187     | 192     | 196     | 349   |       |
| 11.     | A     | Sandow Nasution      | Indonezja         | 76,92 | 145    | 152    | 153    | 185     | 194     | 200     | 347   |       |
| 12.     | A     | Mahmoud El-Haddad    | Egipt             | 76,73 | 145    | 150    | 155    | 192     | 198     | 198     | 342   |       |
| 13.     | B     | Erkand Qerimaj       | Albania           | 76,52 | 145    | 150    | 154    | 182     | 187     | 193     | 341   |       |
| 14.     | B     | Giovanni Bardis      | Francja           | 76,83 | 149    | 153    | 156    | 173     | 178     | 178     | 329   |       |
| 15.     | B     | Felix Ekpo           | Nigeria           | 75,83 | 143    | 148    | 150    | 178     | 182     | 185     | 325   |       |
| 16.     | B     | Sherzodjon Yusupov   | Uzbekistan        | 76,24 | 140    | 144    | 148    | 178     | 185     | 185     | 322   |       |
| 17.     | B     | José Ocando          | Wenezuela         | 76,90 | 140    | 140    | 140    | 182     | 182     | 186     | 322   |       |
| 18.     | B     | Răzvan Rusu          | Rumunia           | 76,69 | 130    | 135    | 140    | 170     | 175     | 175     | 310   |       |
| 19.     | B     | Carlos Espeleta      | Argentyna         | 76,93 | 140    | 140    | 145    | 170     | 170     | 170     | 310   |       |
| 20.     | B     | Andrei Gu?u          | Mołdawia          | 76,38 | 140    | 145    | 147    | 160     | 165     | 165     | 305   |       |
| 21.     | B     | Richard Patterson    | Nowa Zelandia     | 76,57 | 130    | 137    | 137    | 170     | 176     | 176     | 300   |       |
| 22.     | B     | Darryn Anthony       | Południowa Afryka | 76,98 | 135    | 135    | 144    | 160     | 170     | 173     | 295   |       |
| 23.     | B     | Josefa Vueti         | Fidżi             | 76,15 | 115    | 120    | 124    | 155     | 162     | 162     | 279   |       |
| 24.     | B     | Romain Marchessou    | Monako            | 75,53 | 105    | 110    | 115    | 135     | 140     | 145     | 250   |       |
| -       | B     | János Baranyai       | Węgry             | 76,92 | 140    | 145    | 148    | -       | -       | -       | DNF   |       |
| -       | A     | Octavio Mejías       | Wenezuela         | 76,53 | 152    | 157    | 157    | 185     | 185     | 185     | DNF   |       |
| -       | A     | Taner Sagir          | Turcja            | 76,73 | 185    | 185    | 185    | DNF     | DNF     | DNF     | DNF   |       |
| -       | B     | Chad Vaughn          | Stany Zjednoczone | 76,81 | 144    | 144    | 147    | 182     | 182     | 182     | DNF   |       |